# Condado de Rice (Minnesota)
El condado de Rice (en inglés: Rice County), fundado en 1853 y con nombre en honor del político Henry Mower Rice, es un condado del estado estadounidense de Minnesota. En el año 2000 tenía una población de 56.665 habitantes con una densidad de población de 44 personas por km². La sede del condado es Faribault.

## Geografía
Según la oficina del censo el condado tiene una superficie total de 1337 km² (516,2 mi²), de los que 1289 km² (497,7 mi²) son tierra y 48 km² (18,5 mi²) (3,60%) son agua. Por el condado pasan los ríos Cannon, Straigth y Zumbro y además dispone de numerosos lagos naturales.

### Condados adyacentes
- Condado de Dakota - noreste
- Condado de Goodhue - este
- Condado de Dodge - sureste
- Condado de Steele - sur
- Condado de Waseca - suroeste
- Condado de Le Sueur - oeste
- Condado de Scott - noroeste

### Principales carreteras y autopistas
| - Interestatal 35 - Carretera estatal 3 - Carretera estatal 13 - Carretera estatal 19 - Carretera estatal 21 | - Carretera estatal 60 - Carretera estatal 99 - Carretera estatal 246 - Carretera estatal 298 - Carretera estatal 299 |

## Demografía
Según el censo del 2000 la renta per cápita media de los habitantes del condado era de 48.651 dólares y el ingreso medio de una familia era de 56.407 dólares. En el año 2000 los hombres tenían unos ingresos anuales 36.771 dólares frente a los 26.151 dólares que percibían las mujeres. El ingreso por habitante era de 19.695 dólares y alrededor de un 6,90% de la población estaba bajo el umbral de pobreza nacional.

## Ciudades y pueblos
- Dennison
- Dundas
- Faribault
- Lonsdale
- Morristown
- Nerstrand
- Northfield

### Comunidades sin incorporar
- Cannon City
- Little Chicago
- Moland
- Ruskin
- Warsaw